# Палач (повесть)
«Палач» — повесть шведского писателя, лауреата Нобелевской премии по литературе Пера Лагерквиста, написанная в 1933 году под тяжёлым впечатлением от нацистского переворота в Германии.
Повесть является реакцией писателя на рост нацистских настроений в обществе и художественным исследованием изменения человеческого отношения ко злу. Благодаря сопоставлению различных временных пластов Лагерквист показывает вневременную и метафизическую природу зла.
Пером Лагерквистом по повести также была написана одноимённая пьеса.

## Содержание
Двуплановость произведения достигается двухчастным его построением. Действие первой части происходит в Средние века, второй части — в фантастическом ближайшем будущем, картина которого представляет собой мрачный прогноз писателя, порождённый известиями о происходящем в современной ему Германии после прихода к власти нацистов. Обе эпохи показаны через происходящее в баре. Сцена из времён Средневековья с довольно примитивными, грубыми и суеверными натурами сменяется сценой из 30-х годов XX века, где внешний лоск людей лишь прикрывает всё те же первобытные инстинкты, болезненную жажду насилия. Быстро выясняется, однако, что в отношении людей ко злу произошла существенная метаморфоза. В средневековой части повести страх перед злом и уважение к его силе пронизывали все разговоры собравшихся в баре, но здесь зло всё-таки осознавалось как зло. Во второй, фантастической части повести зло уже выдаётся за нечто общественно полезное, а следование по пути зла воспринимается как путь к прогрессу и процветанию. Люди нового общества прославляют культ насилия и подавления личности.
Обе части объединяются зловещей фигурой Палача в кроваво-красном одеянии, который воплощает надвременные, имманентно присущие человечеству зло и жестокость. Длинный монолог Палача в заключительной части повести воспринимается как апофеоз насилия, но содержит также характерный для Лагерквиста мотив поисков и отрицания Бога. В финале появляется образ нежной и кроткой жены Палача, воплощающей тему чудодейственной силы любви, надежды на будущее, очищения от грехов.

## Инсценировка повести и восприятие её современниками
Повесть вышла из печати осенью 1933 года. В следующем году Лагерквист инсценировал её. В Швеции главная роль досталась прославленному актёру Йёсте Экману. Пьеса с триумфом прошла в театрах стран Северной Европы. Если «Палач» приобрел широкую известность и был воспринят обществом как актуальный политический памфлет, то этому немало послужили театральные постановки.
Некоторые общественные круги Швеции, лояльно относившиеся к нацизму, восприняли пьесу в штыки. Были угрозы, попытки сорвать спектакли. Нацисты сжигали книги с этим произведением.

## Автор о замысле
В одном из интервью в связи с представлением пьесы Лагерквист отметил, что «Палач» 
направлен против современного насилия, против тенденции насилия у человека… и апеллирует ко всем, кто становится на сторону насильников, как бы они ни назывались — нацистами, фашистами или большевиками.

## В позднейшей культуре
По мотивам повести написана песня группы Ария «Палач».